# Phyllosticta sambucicola
Phyllosticta sambucicola är en svampart som beskrevs av Kalchbr. 1864. Phyllosticta sambucicola ingår i släktet Phyllosticta och familjen Botryosphaeriaceae.   Inga underarter finns listade i Catalogue of Life.